# Partit Comunista de Birmània
El Partit Comunista de Birmània (PCB) és un partit polític de Myanmar que fou fundat a Yangon el 5 d'agost de 1939 per Thakin Aung San i Thakin Soe, amb ajuda del Partit Comunista de l'Índia.
El 1942 va passar a la clandestinitat i va organitzar milícies per combatre els japonesos. El 1943 va rebutjar unir-se al Burmese Independence Army (BIA) i va seguir lluitant contra el Japó. Finalment en una trobada secreta a Pegu l'agost de 1944 els comunistes, socialistes i la Burma Nacional Army (BNA abans BIA) es va acordar formar un front comú dirigit per Aung Sang, per organitzar una revolució nacional. El 27 de març de 1945 la BNA i els comunistes es van revoltar i els aliats van poder ocupar Birmània amb facilitat.
Després de la guerra, el febrer de 1946, el partit es va dividir en dos branques: Bandera roja, dirigida per Thakin Soe (1905-1989), favorable a la Unió Soviètica; i bandera blanca dirigida per Thakin Than Tun cunyat de la dona del pare de la independència de Birmània Aung San (que va dirigir el partit del 1945 al seu assassinat a la selva el 1968) i per Thein Pe. Els noms de les dos faccions van venir pels colors de les seves respectives banderes.

Bandera del PCB 1939-1946, i del PCB facció bandera roja 1946-1970

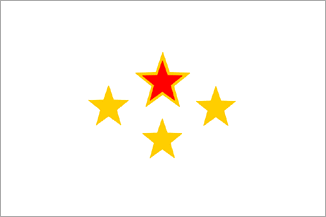
Bandera del PCB, facció bandera blanca 1946-1969

El 1947 van obtenir 7 diputats a l'assemblea constituent. Des l'octubre de 1947 Birmània era virtualment independent, però la independència no es va proclamar fins al gener de 1948.
El novembre de 1947 la facció bandera blanca es va revoltar exigint nacionalitzacions i altres mesures i fou posat fora de la llei. El nou govern birmà (1948), davant la força dels comunistes, va ordenar la detenció dels líders de totes les faccions comunistes i els de la bandera roja i l'Organització de Voluntaris del Poble (OVP) es van revoltar i també foren declarats il·legals. A l'agost es van rebel·lar algunes unitats de l'exèrcit i es van unir als comunistes que aviat van dominar extenses zones. El govern va demanar ajuda a l'organització militar dels Karen, que va sortir del seu estat i van combatre amb eficàcia la rebel·lió. Però al demanar l'extensió de l'estat Karen a territoris poblats per birmans, va esclatar el conflicte. El 1949 els karens es van rebel·lar i van ser seguits pels mon, mentre els karenni ja estaven en lluita des de l'agost de 1948. També els musulmans Rohingya estaven rebel·lats al nord d'Arakan.
El partit Comunista de Birmània de l'Estat Rakhine (Arakan) fou creat el 1947 i va passar a la clandestinitat junt amb el Partit Comunista de Birmània (1948). Fou el partit hegemònic a Arakan i dominava el sud del país (1949-1951).
Els Karen van ocupar Pathein i Tungu (gener de 1949) i van estendre's pel país. El març de 1949 van ocupar Mandalay. Però aviat, amb les pluges i la falta de subministraments, van haver de replegar-se a la Vall de Sittang, amb capital a Tungu on el 14 de juny es va proclamar la república de Kawthoolei. Els comunistes van ocupar llavors la Vall de l'Irawady des Magwe a Prome, i el maig dels camps petroliers (reconquerits pel govern el juny). Els tres grups comunistes van intentar unificar-se sota el nom de Front Democràtic i van operar units per un temps.
El 19 de març de 1950 el govern va ocupar Tungu i va reconquerir molt terreny als karen. Els comunistes foren atacats a Prome, capital del Front Democràtic, ocupada el 19 de maig. Després els comunistes van perdre Thayetmyo. El 12 d'agost de 1950 va morir el cap militar karen Saw Ba U Gyi i el capità britànic David Vivian que lluitava amb ells. A finals d'any la revolta karen i comunista estava en clar retrocés.
El 27 de març de 1955 el quarter general dels karen a Papun fou ocupat, i els karen restringits a les zones de muntanya, i això va afegir més pressió als comunistes, limitats també a les àrees rurals.
El 1951 i 1955 els comunistes van participar en les eleccions sota el nom de Front nacional Unit, del qual era el principal grup el Partit dels Treballadors i Camperols. La primera vegada van obtenir 15 escons i la segona vegada van passar a 53. El 1957 encara combatien els comunistes però es van fer oferiments de pau i el 30 de juliol de 1958 es va dictar una amnistia que van acceptar un miler de combatents. Això va provocar oposició i el primer ministre U Nu va entregar el poder al general Ne Win el 26 de setembre de 1958. El 1959 milers de membres del Front nacional Unit havien estat tancats a camps de concentració i a les eleccions del 1960 no van obtenir representació.
Ambdós faccions comunistes van seguir la lluita, especialment després del cop d'estat de Ne Win el 1962, i la facció bandera blanca va continuar després del 1970 seguint les directrius de Pekin (Beijing).
El 1970 la facció bandera roja va abandonar la lluita armada i més tard es va reconvertir en el Unity and Development Party. Thakin Soe, el seu líder històric, va morir a Rangoon, als 84 anys, el 1989. Vers 1965 un nombrós grup de comunistes de la facció bandera blanca va anar a la Xina per rebre entrenament.
El 1968, a la mort del cap comunista de bandera blanca, Than Tun, la Xina va enviar agents a Birmània i els comunistes que s'estaven entrenant allí (uns 300) també van retornar. Van trobar terreny adobat a Kokang i al territori Katxin, on una facció tribal rebutjava les ordres de l'Organització d'Independència Katxin (KIO). La minoria wa, els Kokang, els Katxin, els palaung i alguns shan, al nord-est van formar aliança amb els comunistes i es va poder establir una zona de domini entre l'estat Shan i l'estat Kachin. La tàctica militar del PCB era la d'onades humanes contra les forces del govern, però això provocava moltes baixes i poc èxit. El 1986 la Xina va començar a reduir l'ajuda militar, econòmica i política al PCB, que es finançava amb aquestes ajudes i les taxes frontereres. El 1987 els comunistes van perdre Panghsai, lloc on es cobraven les taxes, i la situació econòmica va esdevenir critica. Només tenien una font de finançament, a la que s'havien oposat abans: l'opi, el qual des de 1985 s'havia començat a cultivar extensivament. El PCB va decidir que recolliria el 20% del producte i el 10% del diner de la venda als mercats per finançar-se. Una part del comerç es va desviar llavors cap a Khun Sha (anomenat també Chang Chi Fu) un dels caps militars de l'ètnia shan i líder de la Muong Tai Army. La política del PCB va provocar dissensions entre els dirigents, uns partidaris i els altres oposats al negoci; la revolta de la segona facció, de majoria kokang, dirigida per U Phong Kyar Shin i U Phong Kyar Phoo, va esclatar el 12 de març de 1989. El 16 d'abril de 1989 els Wa que formaven a les files comunistes, que estaven destinats a servir de forces de xoc a les onades humanes preparades per l'enviat del Comitè central, Seo Thein, es van revoltar i van ocupar el quarter general comunista de Pangshang. El 17 d'abril de 1989 el president del partit comunista Ba Thein Tin, els principals dirigents i les seves famílies van fugir a Nam Hka, a la frontera xinesa. Els rebels no van voler seguir les indicacions del Front Nacional Democràtic (que va enviar una delegació) i els generales Khin Nyunt i Maung Tint van arribar a un acord d'alto el foc amb el govern que es va signar a Kunlong, a la riba del riu que marcava la frontera de Kokang, i al que es va afegir Chao Ngi Lai, cap de la resta dels efectius comunistes, als quals es va prometre un programa de desenvolupament amb molts diners. La força comunista abans de l'enfonsament estava formada per quatre grups de base ètnica: 
- La zona 101 (a l'estat Kachin), dirigida per Ting Ying i Ze Lum dissidents tribals katxins units als comunistes des del 1968), que després de la treva es va convertir en la New Democratic Army (NDA).

- Les unitats de Mong Ko i Kokang, de base Kokang, que després de la treva es van transformar en la Myanmar [Burma] National Democratic Alliance Army (MNDAA).

- Les unitats Wa que després de la treva es van unir a les forces Wa no comunistes que operaven a la frontera amb Tailàndia, i es van convertir en l'United Wa State Army (UWSA), dirigida per Chao Ngi Lai.

- La zona 815, a l'est de l'Estat Shan, al nord de Kengtung, de base Shan, Akha i Lahu, que després de la treva es va convertir en la National Democratic Alliance Army Military and Local Administration Committee (Eastern Shan State), dirigida per Lin Mingxian (conegut per Sai Lin o Sai Leun).

Tant Lin com el seu ajudant Zhang Zhiming (conegut per Kyi Myint), eren Guàrdies rojos de Yunnan que es van unir al CPB com a voluntaris el 1968 i que havien restat a Birmània quan altres guàrdies rojos arribats també el 1968 es van retirar a finals dels anys setanta seguint les ordres del servei d'intel·ligència de la Xina.
Només va restar activa la branca militar del partit a Arakan, que des feia uns 10 anys estava reduït a una zona selvàtica de la frontera amb Bangladesh, i que va entrar en crisis el 1989. El president U Saw Tun Oo va decidir fer la pau amb el govern, i va iniciar negociacions amb la Junta militar l'octubre de 1996. El 1997 va celebrar un Congrés i es va convertir en el Rakhine State All National Races Solidarity Party, i una mica després es va signar la pau i es va fer entrega de les armes.